# T.O.K.

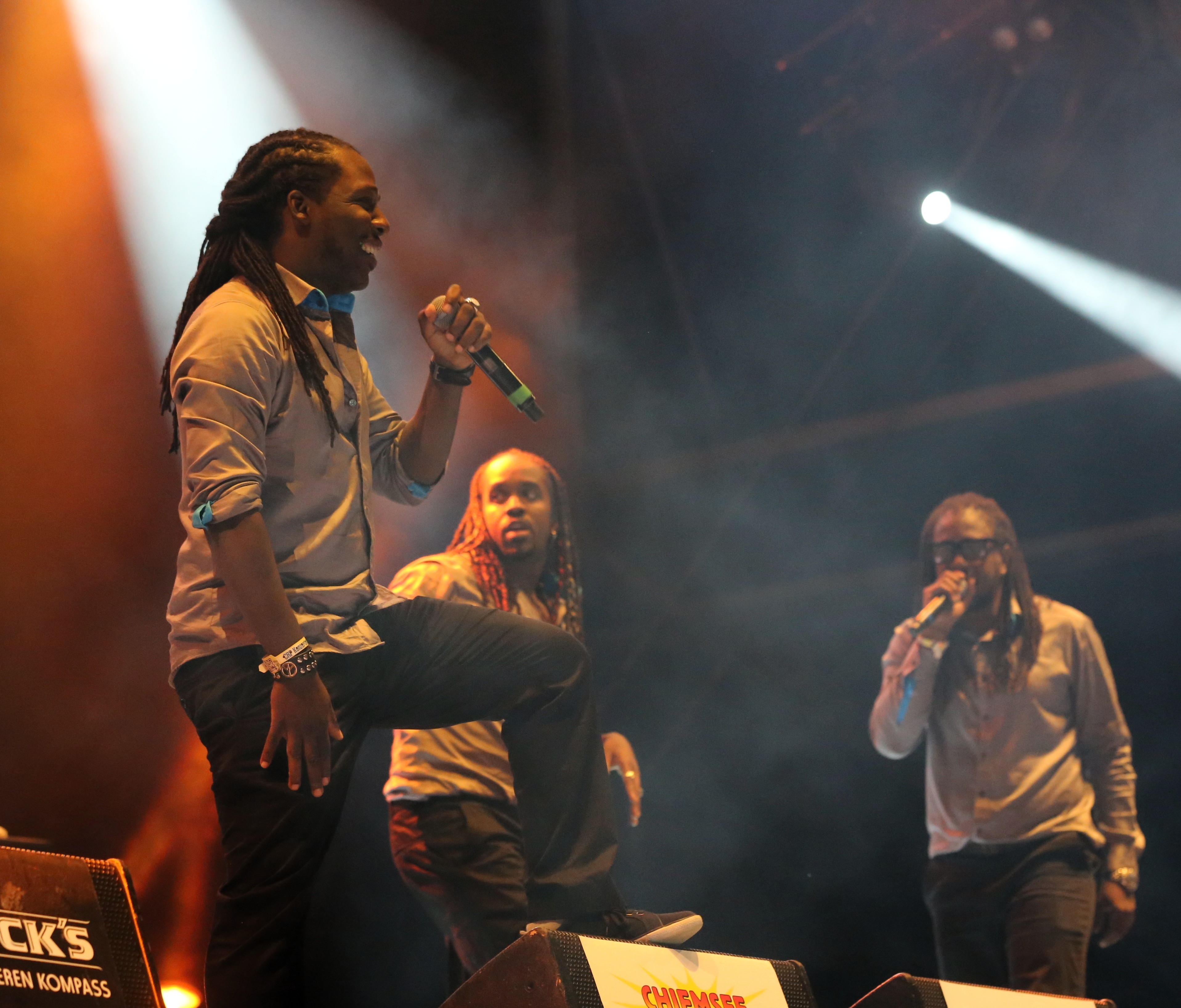
T.O.K. 2013

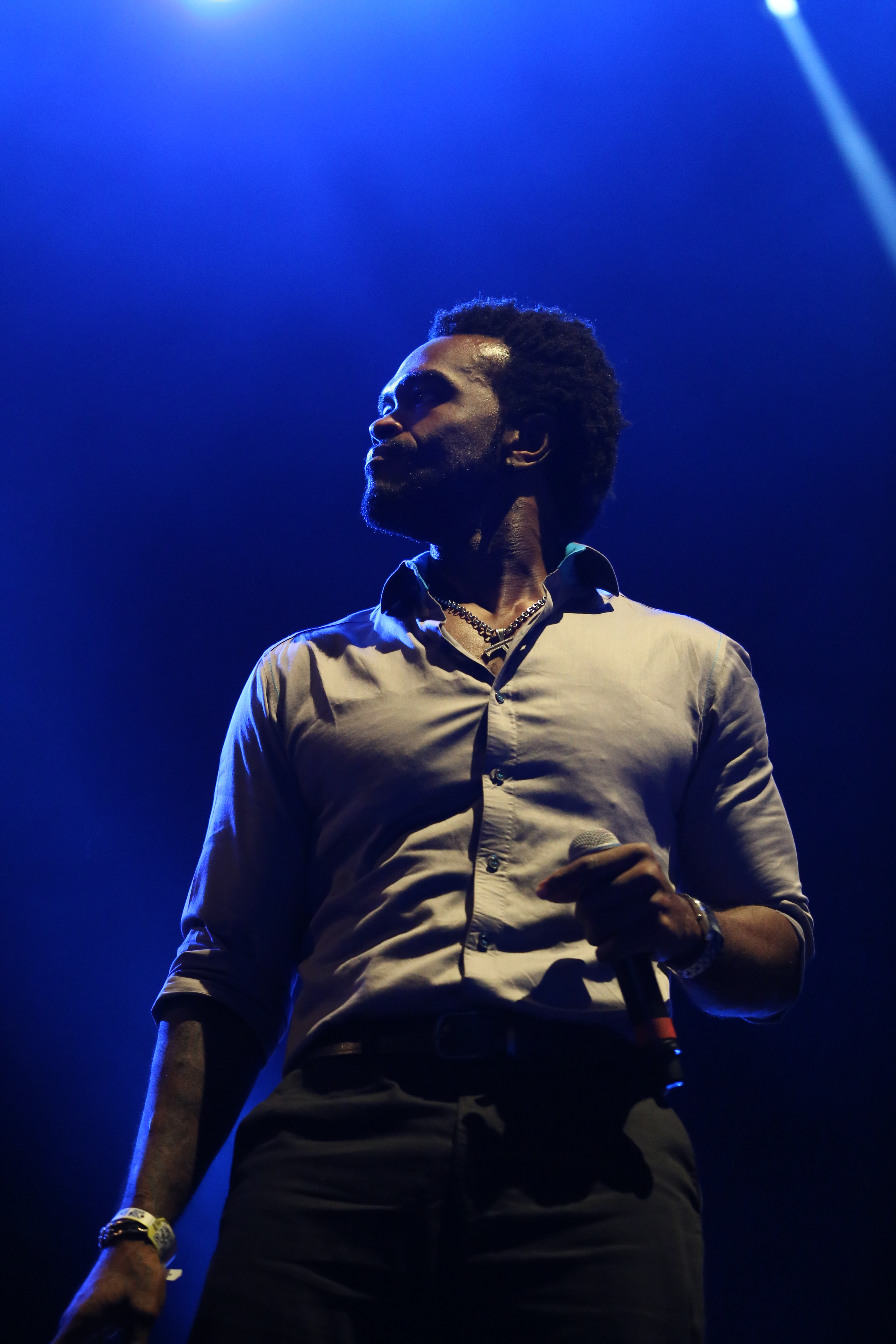
"Craigy T"

T.O.K. è un gruppo di dancehall originario di Kingston (Giamaica). Il gruppo è composto da Alistaire "Alex" McCalla, Roshaun "Bay-C" Clarke, Craig "Craigy T" Thompson e Xavier "Flexx" Davidson. Sono conosciuti per pezzi come "Footprints", "Gal You Ah Lead", "Chi Chi Man" e "Eagles Cry". Il pezzo "Chi Chi Man" è ritenuto controverso per i contenuti violenti ed omofobici.

## Storia

### Origini
Le origini del gruppo risalgono agli inizi degli anni '90, quando i membri frequentavano ancora la scuola.  Alistaire McCalla e Xavier Davidson erano amici e McCalla reclutó Craig Thompson ane Roshaun Clarke che erano membri del coro al college.
Il gruppo nacque nel 1993, dopo un periodo in cui suonavano alle feste del liceo e hotes, arrivarono secondi all'annuale "Tastee Talent Competition". La loro performance fu notata dal produttore locale di Nuff Records, Stephen Craig. Dopo aver registrato qualche pezzo per la Nuff firmarono un contratto per la Sly Dunbar nel 1996 e pubblicarono il primo singolo, Hit Them High, che ebbe poco impatto. Più tardi quell'anno pubblicarono altri due singoli Send Them Come e Hardcore Lover sotto l'etichetta di Richard "Shams" Browne High Profile.

### Acronimo
T.O.K. originariamente stava per "Touch Of Klass", successivamente "Taking Over Kingston" o "Too Klaat".

## Discografia

### Album
- My Crew, My Dawgs (2001)
- Unknown Language (2005)
- Our World (2009)

### DVD
- Blaze It Up Tour

### Altri album dai componenti
- D'Link (2008) - Flexx
- Bombrush Hour (2009) - Bay-C